# Яница
Яница́ (греч. Γιαννιτσά) — город в северной части Греции. Административный центр общины (дима) Пела в периферийной единице Пела в периферии Центральная Македония. Расположен в 40 км к западу от города Салоники. Население 29 789 жителей по переписи 2011 года.

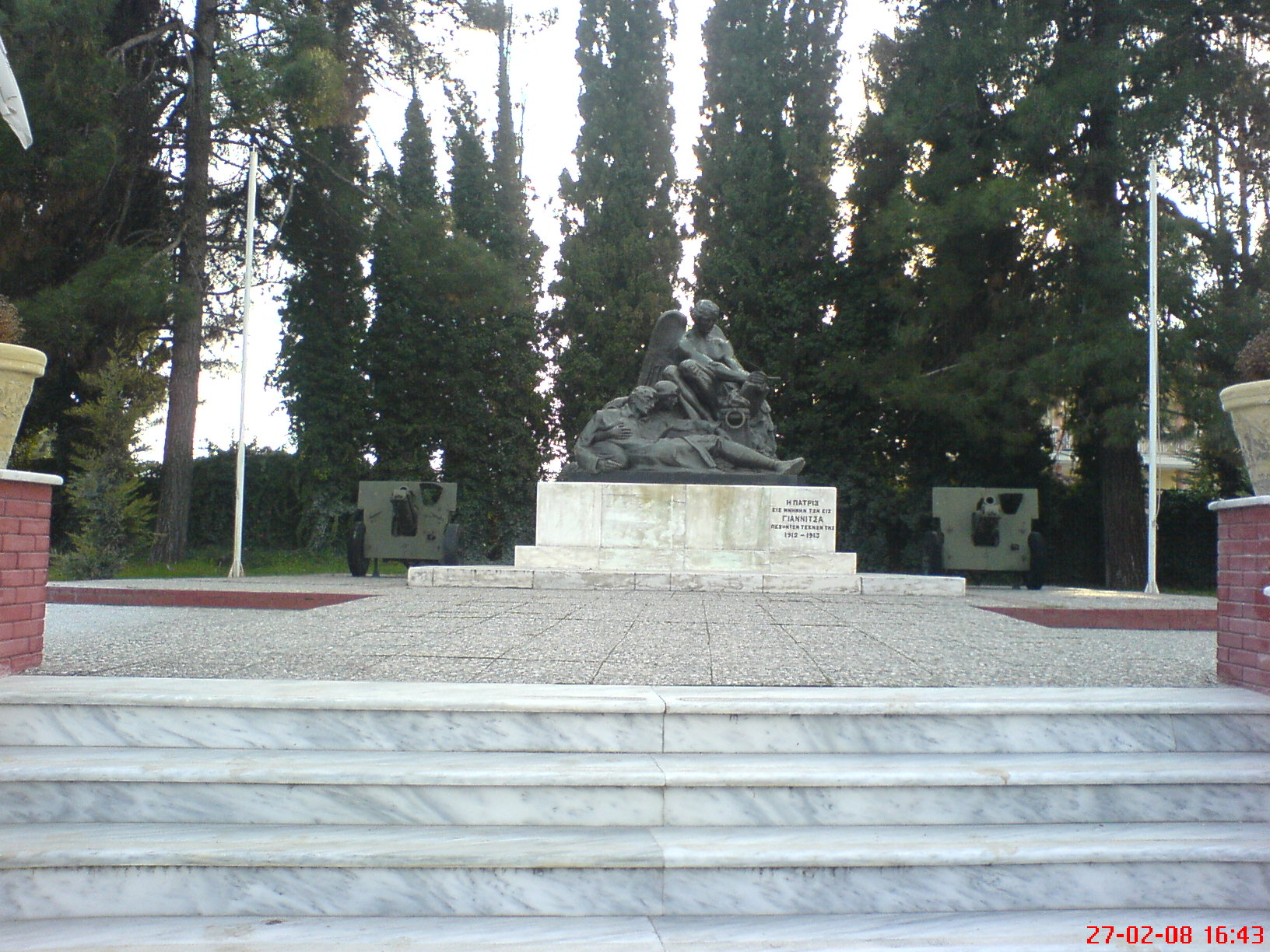
Памятник погибшим в Балканских войнах 1912—1913 годов. Скульптор Г. Зевголис

Представляет собой маленький уютный городок, расположенный в горно-равнинной области.

## История
Недалеко от города находятся руины города Пелла — места рождения Александра Македонского и столицы его империи.
Некоторые авторы считают, что Сланица, центр митрополии со времен Первого Болгарского царства, идентична Янице. По мнению других авторов, Сланица находилась в соседних деревнях Аксос или Пела.
Город основан основан османским завоевателем Южных Балкан Эвренос-беем и назывался Енидже (осман. يڭيجه‎, Yenice от yeni — «новый»), также Енидже-и-Вардар (Yenice-i Vardar) по реке Аскиос (Вардар) для отличия от основанного ранее к востоку города Енидже-и-Карасу (Yenice-i Karasu) — современного города Енисея. В конце XVI века Енидже-и-Вардар был исключительно мусульманским городом и оставался таковым, по крайней мере, до середины XVII века. В прилегающих поселениях преобладала болгарская популяция. К 1691 году христианское население города увеличилось многократно.

## Общинное сообщество Яница
В общинное сообщество Яница входят 8 населённых пунктов. Население 31 983 жителя по переписи 2011 года. Площадь 186,95 квадратного километра.
| Наименование   | Население (2011), человек |
| -------------- | ------------------------- |
| Архондикон     | 218                       |
| Асвестарион    | 4                         |
| Дамианон       | 396                       |
| Лептокарья     | 187                       |
| Месианон       | 346                       |
| Паралимни      | 860                       |
| Элефтерохорион | 183                       |
| Яница          | 29 789                    |

## Население
| Год  | Население, человек |
| ---- | ------------------ |
| 1991 | 22 765             |
| 2001 | 26 677             |
| 2011 | ↗ 29 789           |